# ジェイズ・バー
ジェイズ・バー（英語：J's Bar）とは、村上春樹の「鼠三部作」と呼ばれる長編小説『風の歌を聴け』（デビュー作）、『1973年のピンボール』、『羊をめぐる冒険』に登場するバー。中国人バーテンダーのジェイが経営する。本項ではジェイについても記述する。

## 概要
1954年にジェイが米軍基地の仕事を辞め、その近くに小さなバーを開いたのが始まりである。「鼠三部作」3作目である『羊をめぐる冒険』では、「僕」がジェイに多額の小切手を渡して、移転の際の借金をジェイに返させることで店の名目上の共同経営者に「僕」と「鼠」を加えてくれないかと頼み、ジェイの了承をもらうシーンがある。
3つの作品における主人公である「僕」は、18歳の頃より、この店で25メートルプール1杯を満たすほどの量のビールを飲み、店の床いっぱいに5センチメートルの厚さに殻を撒き散らすほどのピーナッツを食べたと述懐している。また「僕」が、重要な登場人物である「鼠」と出会ったのもこの店である。
「僕」が店に通うようになってから、一度道路拡張のために移転した経緯がある。また『1973年のピンボール』では、「鼠」を虜にしたピンボール機「スペースシップ」を保有しているという描写がある。

## ジェイ
作中では、主人公である「僕」やその友人である「鼠」の良き話し相手や相談相手として登場する。中国生まれの中国育ち。本名は別にあるが、過去に米軍基地で働いていたときに「ジェイ」と呼ばれ、そのうち本名は忘れ去られてしまった。
1954年、米軍基地の近くに初代「ジェイズ・バー」を開店する。
1963年に店を売り、遠く離れた僕の「街」に2代目「ジェイズ・バー」を開く。妻は既に亡く飼い猫1匹と暮らす。バーテンダーだが自身は酒は一滴も飲まない。
「1973年のピンボール」中で、「鼠」から何回か「ジェイ」と呼びかけられるが、これは「鼠三部作」において、誰かが誰かに名前で呼びかける唯一の場面である。

## 登場作品
- 風の歌を聴け
- 1973年のピンボール
- 羊をめぐる冒険
- ダンス・ダンス・ダンス